# MTV Video Music Awards 2021
La cérémonie des MTV Video Music Awards 2021 a lieu le 12 septembre 2021 au Barclays Center, à New York.
Les artistes les plus récompensés, ayant reçu chacun d'entre eux trois récompenses, sont Lil Nas X, Olivia Rodrigo, et le groupe BTS,,.